# Алексеевский (Нижегородская область)
Алексеевский — посёлок в Воротынском районе Нижегородской области в составе Чугуновского сельсовета.

## География, природные особенности
Посёлок расположен на реке Чугунка в 4 км к юго-востоку от села Чугуны и в 7 км к западу по федеральной трассе «Волга» от Воротынца.

## Население
| 2002 | 2010 |
| ---- | ---- |
| 108  | ↘87  |